# Bulbophyllum lyperocephalum
Bulbophyllum lyperocephalum är en orkidéart som beskrevs av Rudolf Schlechter. Bulbophyllum lyperocephalum ingår i släktet Bulbophyllum och familjen orkidéer. Inga underarter finns listade i Catalogue of Life.